# Вівчарик жовтобровий
Вівча́рик жовтобро́вий, або жовтобривий  (Phylloscopus sibilatrix) — вид горобцеподібних птахів родини вівчарикових (Phylloscopidae). В Україні гніздовий, перелітний вид.

## Опис

### Морфологічні ознаки
Маса тіла 10-11 г, довжина тіла приблизно 12 см. Дорослий птах зверху зеленкувато-оливковий, з дещо світлішим надхвістям; над оком широка жовта «брова»; горло, воло і спід крил жовті; груди, черево і підхвістя білі; махові і стернові пера бурі, зі світлою облямівкою; дзьоб зверху темно-бурий, знизу — жовтувато-бурий; ноги жовтувато-бурі.
Від інших вівчариків відрізняється більшими розмірами і насичено жовтим кольором в оперенні низу, зокрема від весняного вівчарика і вівчарика-ковалика — ширшими жовтими «бровами»; від звичайної берестянки — білими грудьми і черевом, відносно коротшим хвостом, жовтувато-бурими ногами і голосом.

### Звуки
Пісняⓘ
Пісня починається голосним свистом, а закінчується треллю «сіп — сіп — сіпсіп — сіпсіпсіп — сіисіррр», яка поступово значно прискорюється; поклик — різке «сіп».

## Поширення та місця існування
Ареал охоплює Європу від Британських островів і Скандинавії до Архангельська, Уралу та Лівану. В Україні гніздиться на всій території, за винятком південної частини степу; мігрує скрізь. Відлітають вівчарики жовтоброві на зимівлю в кінці серпня — на початку вересня. Зимують у тропічній Африці.
Вівчарик жовтобровий є типовим лісовим птахом і оселяється в різноманітних деревних насадженнях. Охоче займає соснові ліси і трапляється як в старих борах, так і в молодих соснових насадженнях, у тому числі в моновидових штучних сосняках. На нього можна також натрапити в мішаних хвойно-листяних лісах, у мішаних листяних і одноманітних дубових, березових, ясеневих і букових деревостанах. Гніздиться також у парках і садах у населених пунктах.

## Чисельність
Чисельність в Європі оцінено в 14—22 млн пар, в Україні — 200–250 тис. пар. Спостерігається скорочення чисельності популяції середніми темпами.

## Гніздування

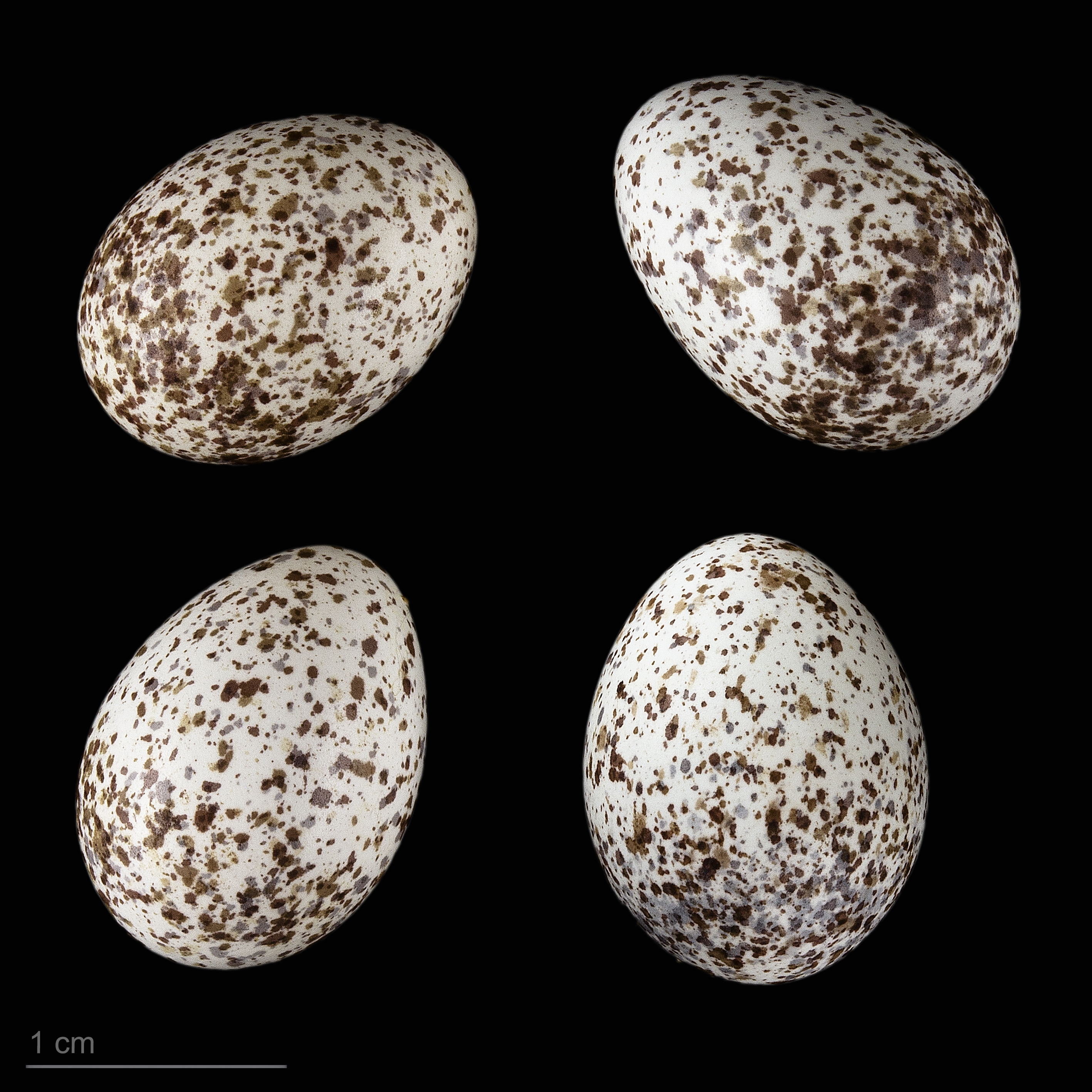
яйце Phylloscopus sibilatrix - Тулузький музей

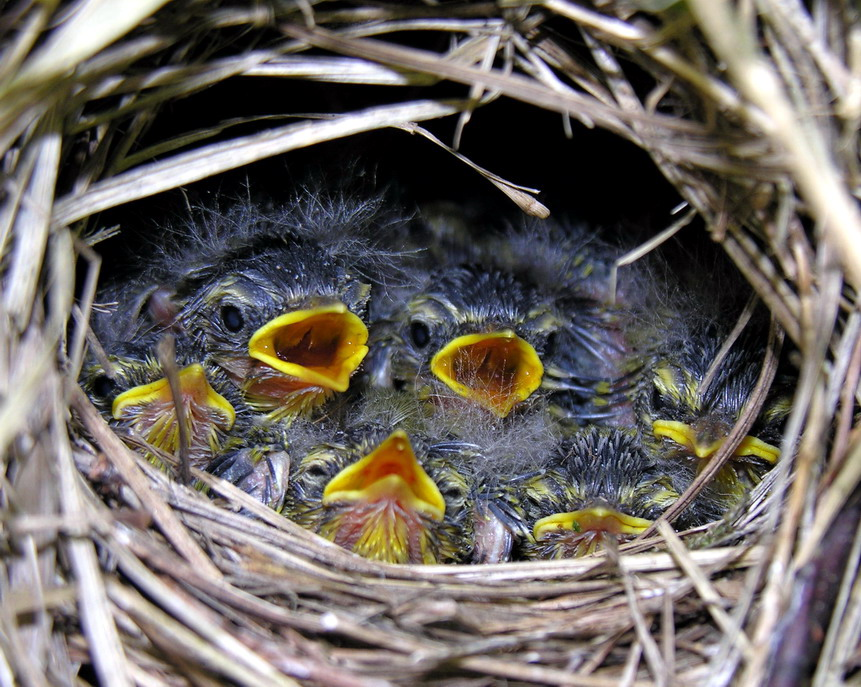
Пташенята в гнізді

Гніздиться окремими парами. Гніздо будує завжди на землі на найрізноманітніших ділянках лісу, розташованих в його розріджених або освітлених місцях. Гніздо лаштує серед трав'яного покриву — на рівному місці; на схилі ями; поряд з деревом, що впало; біля пенька; купи хмизу; під прикриттям куща або деревця, зазвичай у поглибленні моху або лісової підстилки. Воно має еліпсоїдальну форму з куполоподібним дахом та бічним входом. Птах зводить гніздо за три-чотири ранки. Його будує самка із зібраних тут же на місці матеріалів, склад яких дуже різноманітний і залежить від наявності навколо гнізда певної торішньої рослинності. Товсті стінки гнізда в деяких випадках скріплені луб'яними волокнами, внутрішня вистілка складається з тонких і ніжних стебел, кінського волосся або шерсті. Пір'я ніколи не використовується для вистілки гнізда, що відрізняє гнізда вівчарика жовтобрового від гнізд вівчарика весняного і вівчарика-ковалика.
Кладка містить 5-7, рідко — 8 яєць. Яйця вівчарика жовтобрового, на відміну від інших видів вівчариків, мають інтенсивнішу буру, коричневу плямистість. Біла шкаралупа вкрита глибокими фіолетово-сірими і поверхневими бузково-бурими плямами, іноді настільки численними, що вони затемнюють основне тло яйця. Середні розміри яєць 16,22×12,71 мм. Початок відкладання яєць спостерігається з першої декади травня. Насиджує з останнього яйця лише самка протягом 13 днів. У гнізді пташенята знаходяться 12 днів, і перші дні після вилуплення самка приділяє багато часу їх обігріванню, тому самець приносить поживу значно частіше за неї. Потім обоє батьків приносять корм майже однакове число разів, але під кінець більше годує самка. Виліт пташенят спостерігається з 10 червня до 10 липня. Після вильоту молодих птахів дорослі догодовують їх ще приблизно місяць, після чого молодь починає кочувати. Протягом одного сезону розмноження можливі два виводки.

## Живлення

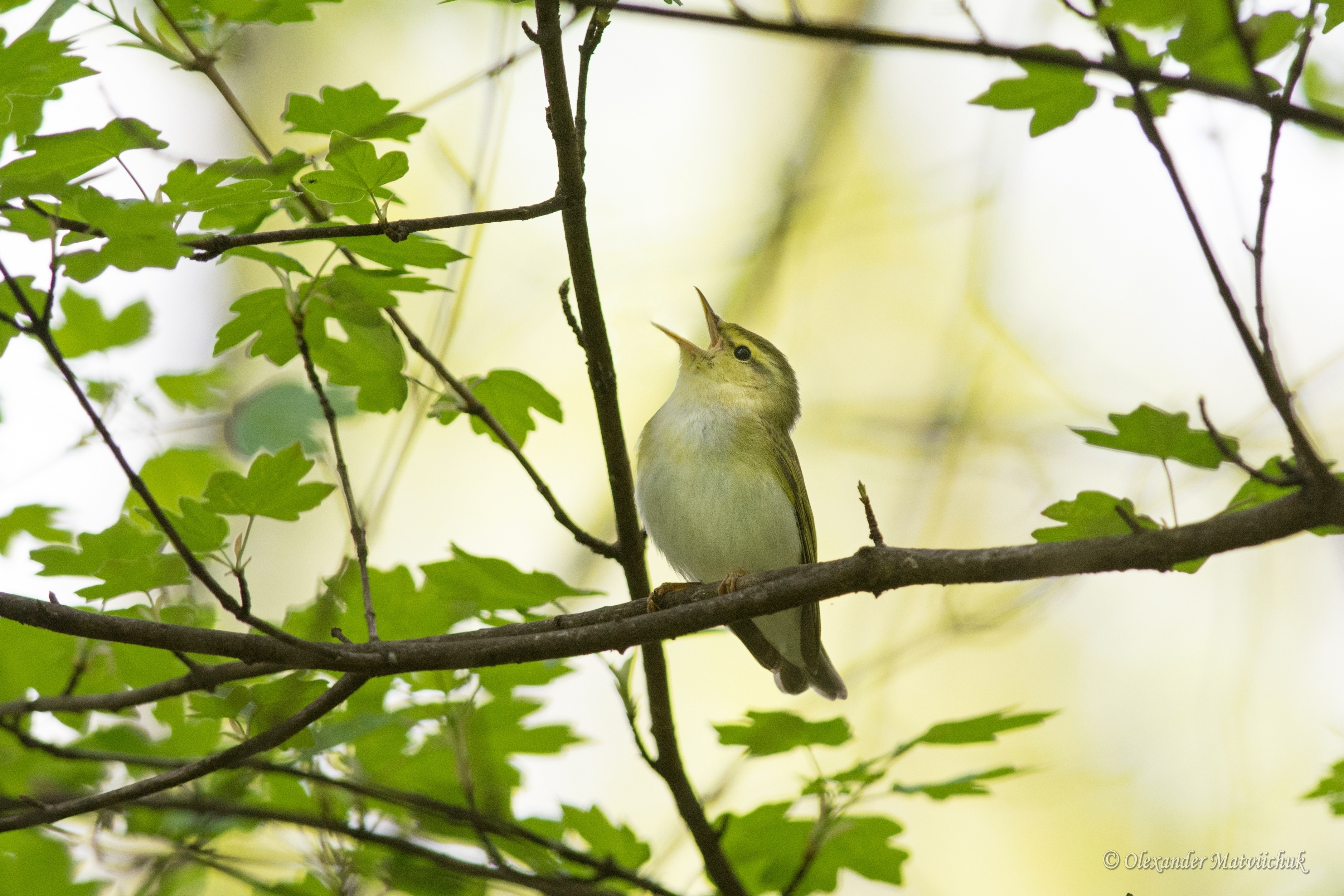
У Буго-Деснянському заказнику, Україна

Раціон складається з різних повзаючих та літаючих лісових комах і павуків, яких птахи збирають з нижньої частини листя дерев і чагарників, а також ловлять на льоту серед гілок. У лісових полезахисних насадженнях України вівчарики жовтоброві збирають комах у кронах дерев 2-го ярусу.

## Охорона
Перебуває під охороною Бернської конвенції.